# Abram Kaltmann
Abram Juda Adolf Kaltmann (ur. 20 lutego 1865 we Włocławku, zm. 3 lipca 1930 w Warszawie) – polski lekarz pochodzenia żydowskiego, ordynator Szpitala św. Antoniego we Włocławku.

## Życiorys

### Dzieciństwo, studia i początki kariery
Pochodził z rzemieślniczej rodziny żydowskiej. Jego ojciec Beniamin był czapnikiem. W trakcie insurekcji 1863 roku wspierał materialnie powstańców. Jako uczeń chederu, Abram został zauważony z uwagi na dobre wyniki w nauce. Gmina żydowska we Włocławku zdecydowała się wówczas opłacić jego naukę w państwowym liceum, a następnie studia medyczne w Rosji (prawdopodobnie w Charkowie). 9 grudnia 1889 roku uzyskał dyplom lekarski na Uniwersytecie Cesarskim w Warszawie. W latach 1889–1892 pracował jako lekarz w Warszawie, a w latach 1892–1901 w Sochaczewie.

### Ordynator Szpitala Św. Antoniego we Włocławku

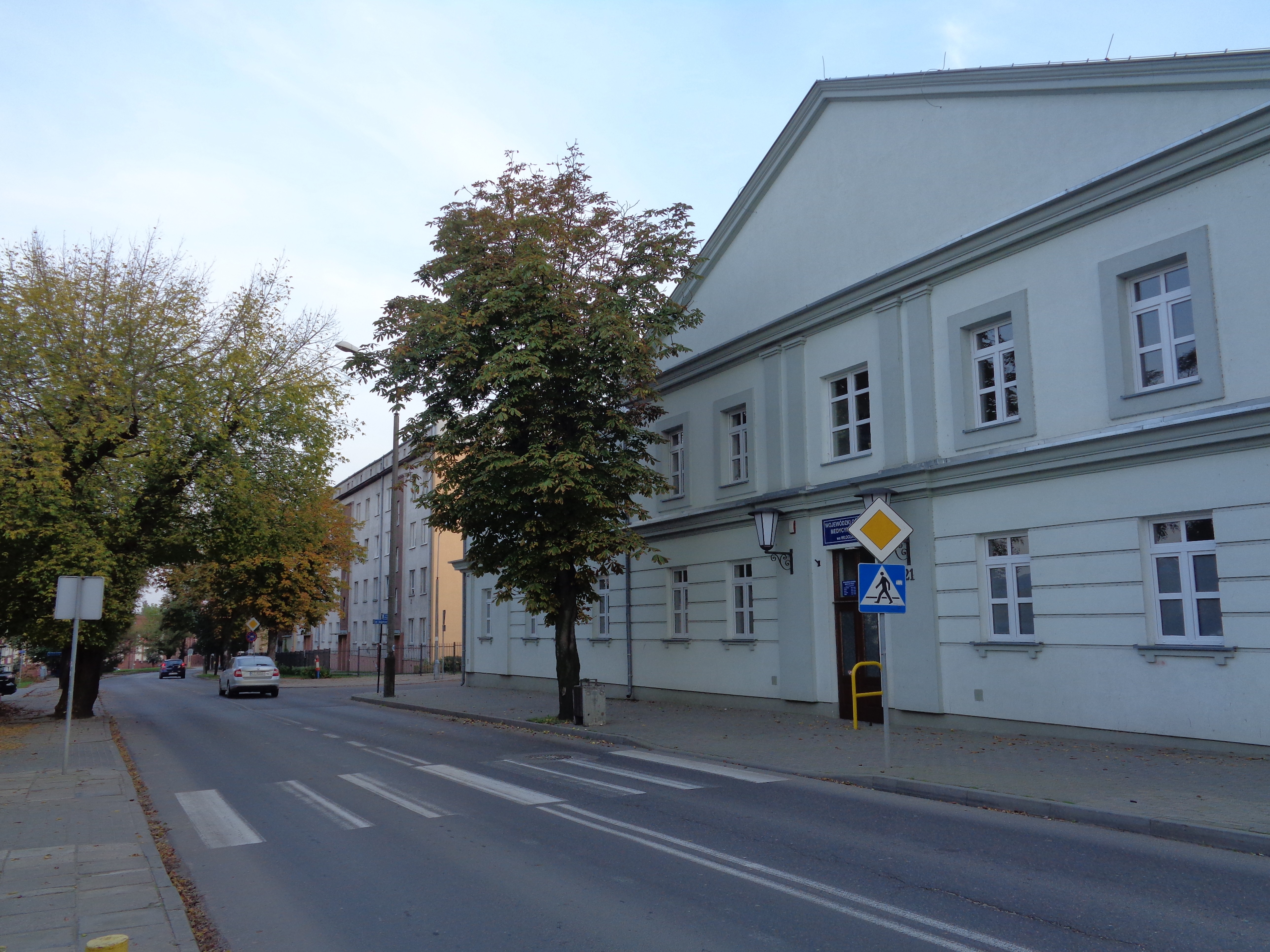
Szpital św. Antoniego we Włocławku, widok współczesny

W 1901 roku powrócił do rodzinnego Włocławka. Objął wówczas funkcję ordynatora oddziału wewnętrznego Szpitala powiatowego św. Antoniego, znajdującego się przy ul. Wyszyńskiego 15 (wówczas ul. Toruńska 15). Funkcję tę sprawował do 1930 roku. Jako ordynator, znacząco podniósł poziom jakości leczenia i higieny w nieco podupadłym szpitalu. Wprowadził nowoczesne metody leczenia. Jako pierwszy doktor w historii w miasta przeprowadził plan walki z chorobami wenerycznymi. On sam jednak nie przyjmował pacjentów chorych wenerycznie. Robił to jego bliski współpracownik, lekarz szkolny dr Sawicki.
Kaltmann był znany jako wybitny diagnosta i terapeuta, ciągle poszerzający swoją wiedzę. Szkolił też felczerów. Miarą jego osiągnięć jako lekarza i ordynatora jest fakt, że jeszcze przed 1914 rokiem był zapraszany na liczne konsylia lekarskie w kraju i za granicą.
28 listopada 1916 roku, podczas I wojny światowej, sygnował petycję skierowaną do niemieckich okupacyjnych władz miasta, w której prosił o zezwolenie na darmowe leczenie biedoty miejskiej w szpitalu powiatowym. Sam poświęcał jeden dzień w tygodniu na nieodpłatne przyjmowanie biednych pacjentów za darmo w swoim prywatnym gabinecie, bez względu na ich wyznanie. Jednocześnie pobierał bardzo wysokie honoraria od zamożnych mieszkańców miasta. W czasie pandemii hiszpanki leczył chorych na grypę.
Doktor Kaltmann udzielał biednym zasiłków na zakup leków. Niektóre z nich sam wytwarzał w aptece Stanisława Dziekanowskiego, która mieściła się w kamienicy przy ul. Cyganka 26.

### Pozostałe funkcje
Oprócz pełnienia funkcji ordynatora i prowadzenia prywatnego gabinetu, Kaltmann pracował w innych instytucjach opieki zdrowotnej we Włocławku.
Był nieetatowym lekarzem Seminarium Duchownego we Włocławku. Jako ten ostatni, leczył m.in. często chorującego na płuca ówczesnego alumna Stefana Wyszyńskiego, czy też biskupa Stanisława Zdzitowieckiego.
Pracował w założonym w 1907 roku Ambulatorium Biednych Żydów przy ul. Królewieckiej 11, przeniesionym potem na ul. Stodólną 70 (gmach Szpitala Żydowskiego) oraz w założonym w 1913 roku Ambulatorium Miejskim, funkcjonującym przy ul. Gęsiej 22 (obecnie ul. Wojska Polskiego), a od 1915 roku przy ul. Botanicznej 25 (dzisiejsza ul. J. Bojańczyka). W latach 1910–1914 był lekarzem w Fabryce Osi T. Szwarca, cegielni M. Opoczyńskiego i w młynie solnym L. Sterna. W latach 1912–1913 był dyżurnym lekarzem nocnym we Włocławku. W latach 1922–1930 był domowym lekarzem miejskiej kasy chorych.

### Śmierć
Pod koniec życia, z uwagi na ciężką chorobę wyjechał do Warszawy, gdzie zmarł 3 lipca 1930 roku. Pochowano go w Warszawie. W jego pogrzebie wzięła udział liczna delegacja gminy żydowskiej we Włocławku. Jego grobu nie udało zlokalizować.
Przed śmiercią miał przejść na wiarę prawosławną. Swoją konwersję zapowiadał jeszcze za życia siostrom szarytkom. Było powszechnie wiadomo, że miał dużą wiedzę na temat chrześcijaństwa. Znał chrześcijańskie modlitwy, czemu dawał wyraz przy konsultacjach z katolickimi pacjentami.

## Życie prywatne

### Osobowość

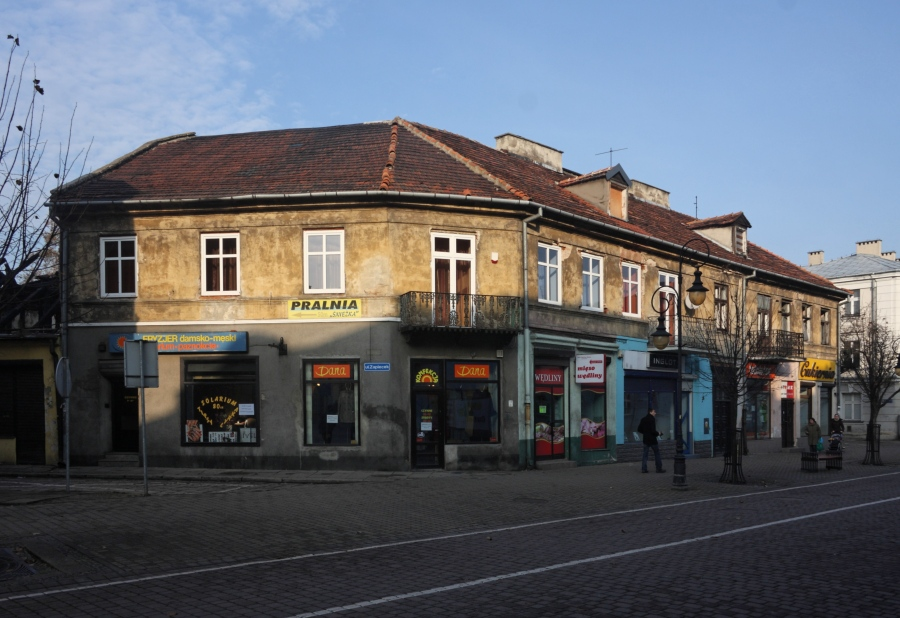
Kamienica przy ul. 3 Maja 24 we Włocławku, gdzie mieszkał i pracował Abram Kaltmann

Od czasu powrotu do Włocławka w 1901 roku, mieszkał w istniejącej do dziś kamienicy przy ul. 3 Maja 24 (wówczas ul. Nowa), gdzie zajmował dwa mieszkania I piętrze. Ryszard Michalczyk wspomina, że jego mieszkanie było brudne i zagracone. Jego żona uprawiała koszerną kuchnię, aczkolwiek sam dr Kaltmann kosztował niekoszernych potraw przebywając w gościach.
To w mieszkaniu przy ul. Nowej 24 prowadził swój prywatny gabinet. W przeciwieństwie do mieszkania, jego gabinet był czysty i schludny. Pacjentów żydowskich zapędzał przed badaniem do mykwy w celu zażycia kąpieli. Koszt wizyty u dr Kaltmanna wynosił od 50 kopiejek do 3 rubli, zaś za wizytę w domu pacjenta liczył sobie od 1 do 3 rubli.
Mimo swojej wiedzy, otwartości na filozofię i wrogości do zabobonów, sam nosił się po żydowsku. Wśród Włocławian był znany jako dziwak i abnegat. Ryszard Teofil Michalczyk wspomina, że ubierał się niechlujnie, a jego płaszcz był często pochlapany błotem.
W kontaktach z Polakami używał doskonałej polszczyzny, jednak lubił podkreślać swoją tożsamość żydłacząc. Uważał się za Żyda i Polaka.

### Rodzina
W dzieciństwie został poślubiony córce miejscowego ortodoksyjnego rabina imieniem Cecylia (1877-1949). Nie chcąc dopuścić, by dzieci znalazły się pod wpływem przekonań, które on sam uważał za zabobony, wysłał je na nauki w głąb Rosji.
Jednym z jego synów był Henryk Kaltmann (ur. 21 grudnia 1899 we Włocławku, zm. 3 grudnia 1943), który 9 maja 1925 roku uzyskał dyplom lekarski w Wiedniu. Pracował jako wolontariusz na Oddziale B Szpitala św. Łazarza i Kasie Chorych w Warszawie oraz w klinikach zagranicznych w Berlinie i w Wiedniu. W latach 1925–1939 prowadził klinikę rentgenologiczną w Warszawie, wspólnie z żoną Ewą z Rozenzwajgów. Jako porucznik lekarz 9 Szpitala Okręgowego wziął udział w kampanii wrześniowej, następnie był internowany na Węgrzech. Zmarł na gruźlicę przebywając w obozie jenieckim.
Córkami Abrama i Cecyli Kaltmannów były też Stefania Janina (1907-1969) i Helena (1912-1943). W trakcie II wojny światowej, Stefania mieszkała na terenie getta warszawskiego, podobnie jak Ewa Kaltmann ze swoją córką, Joanną Ludwiką (ur. 22 czerwca 1929). Ewa Kaltman prawdopodobnie zginęła w trakcie powstania w getcie warszawskim. Stefania i Joanna przeżyły wojnę. Helena Kaltman zginęła z kolei w obozie koncentracyjnym.